# 蒂爾頓諾斯菲爾德 (新罕布什爾州)
蒂爾頓諾斯菲爾德（英語：Tilton Northfield）是位於美國新罕布什爾州貝爾納普縣及梅里馬克縣的普查規定居民點。

## 人口
根據2020年美國人口普查的數據，蒂爾頓諾斯菲爾德的面積為8.40平方千米，當中陸地面積為8.12平方千米，而水域面積為0.28平方千米。當地共有人口3324人，而人口密度為每平方千米395.71人。